# Perșopokrovka, Nîjni Sirohozî
Perșopokrovka (în ucraineană Першопокровка) este localitatea de reședință a comunei Perșopokrovka din raionul Nîjni Sirohozî, regiunea Herson, Ucraina.

## Demografie
Componența lingvistică a localității Perșopokrovka
     Ucraineană (89,16%)
     Rusă (9,21%)
     Alte limbi (1,26%)
Conform recensământului din 2001, majoritatea populației localității Perșopokrovka era vorbitoare de ucraineană (89,16%), existând în minoritate și vorbitori de rusă (9,21%).